# Шишово (Брестская область)
Шишово (бел. Шышова) — деревня в Каменецком районе Брестской области Белоруссии. Входит в состав Новицковичского сельсовета. Население — 29 человек (2019).

## География
Шишово находится в 7 к северо-востоку от города Каменец. Деревня стоит на правом берегу реки Лесная чуть ниже места слияния Правой Лесной и Левой Лесной. Шишово соединено местными дорогами с Новицковичами и деревнями Ляховичи и Чернаки.

## История
Шишово впервые упомянуто в XVI веке, в 1577 году записаны государственным имением. После административной реформы середины XVI века в Великом княжестве Литовском в составе Берестейского повета Берестейского воеводства, во второй половине XVII века принадлежали Федоре Тышковской. В 1685 году на её средства была выстроена деревянная униатская церковь.
После третьего раздела Речи Посполитой (1795) Шишово в составе Российской империи, принадлежало Брестскому уезду Гродненской губернии. В 1839 году униатскую церковь передали православным, а в 1877 году выстроена новая православная Успенская церковь (сохранилась). Согласно переписи 1897 года село насчитывало 54 двора, 399 жителей, действовали церковь, магазин и трактир. В 1905 года в селе 420 жителей, действовало народное училище.
Согласно Рижскому мирному договору (1921) деревня вошла в состав межвоенной Польши, где принадлежала Брестскому повету Полесского воеводства. В 1923 года в деревне было 52 двора, 264 жителя. С 1939 года в составе БССР.

## Достопримечательности
- Успенская церковь. Построена в 1877 году из дерева, памятник архитектуры. Церковь включена в Государственный список историко-культурных ценностей Республики Беларусь[4] —  Историко-культурная ценность Республики Беларусь, шифр 112Г000382